# Aphytis maculatipes
Aphytis maculatipes är en stekelart som först beskrevs av Girault 1917.  Aphytis maculatipes ingår i släktet Aphytis och familjen växtlussteklar. Inga underarter finns listade i Catalogue of Life.